# 偽內切圓

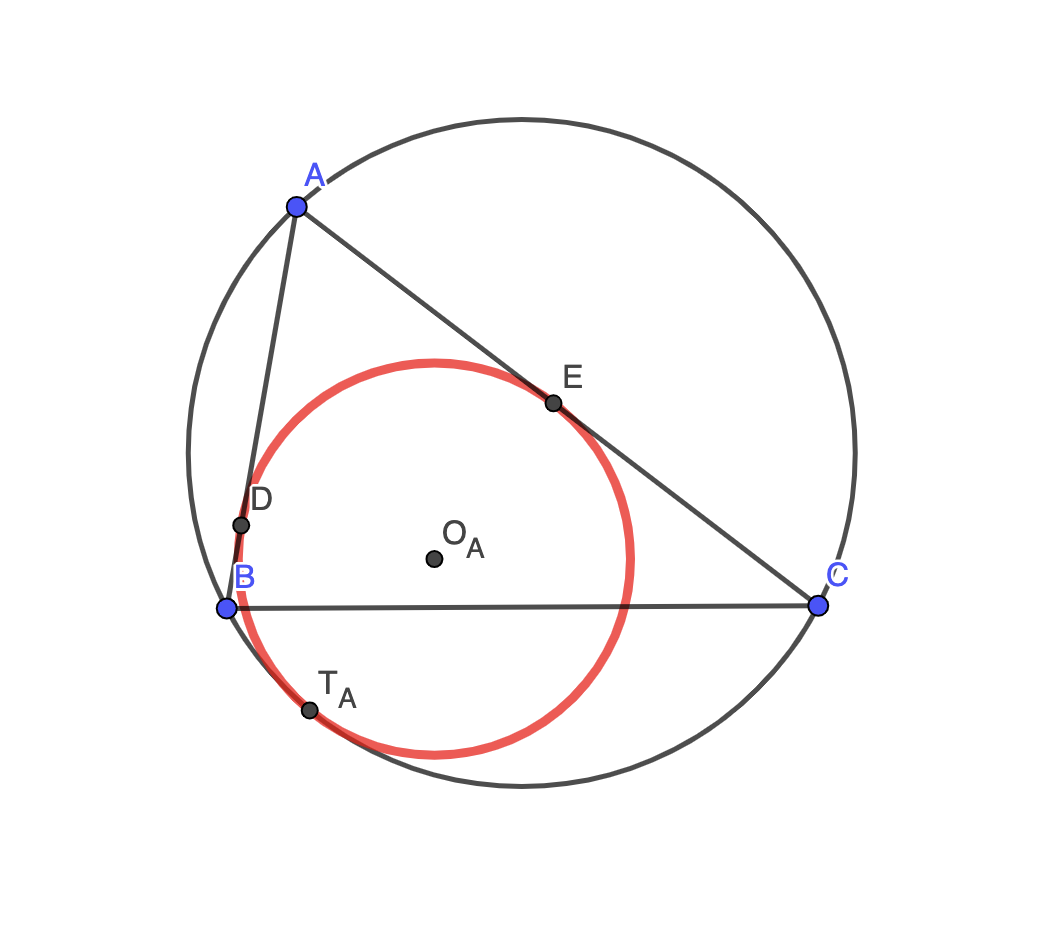
三角形內關於頂點的偽內切圓

幾何學中，三角形的偽內切圓是內切於三角形兩條邊和其外接圓的一個圓。與頂點{\displaystyle A}的兩條邊相切的偽內切圓稱為「關於點{\displaystyle A}的偽內切圓」、「{\displaystyle A}所對的偽內切圓」或「{\displaystyle A}-偽內切圓」。
關於三角形的每個頂點都有唯一的偽內切圓。

## 存在性及唯一性的證明
關於點{\displaystyle A}的旁切圓是唯一的。
定義{\displaystyle \Phi }為以下兩個幾何變換的複合：先以{\displaystyle A}點為圓心，{\displaystyle {\sqrt {AB\cdot AC}}}為半徑作反演變換；再關於角{\displaystyle A}的平分線作對稱變換。由於反演變換和對稱變換都為雙射且變換前後保留交點的性質，{\displaystyle \Phi }也有對應的性質。
{\displaystyle A}點的旁切圓經{\displaystyle \Phi }變換後的圖像為內切於{\displaystyle AB}、{\displaystyle AC}，以及{\displaystyle ABC}外接圓的一個圓，即關於點{\displaystyle A}的偽內切圓。因此關於點{\displaystyle A}的偽內切圓唯一確定。類似地，關於點{\displaystyle B}及點{\displaystyle C}的偽切圓也唯一確定。

## 其他性質

### 半徑
以下公式說明了三角形內切圓半徑 {\displaystyle r} 和{\displaystyle A}-偽內切圓半徑 {\displaystyle \rho _{A}} 的關係：
{\displaystyle r=\rho _{A}\cdot \cos ^{2}{\frac {\alpha }{2}}} 其中 {\displaystyle \alpha } 是角{\displaystyle A}的大小。

### 與偽內切圓在三角形邊上的切點有關的性質
三角形內心{\displaystyle I}為偽內切圓與三角形其中兩邊的切點{\displaystyle D}和{\displaystyle E}組成線段的中點。
{\displaystyle T_{A}D}和{\displaystyle T_{A}E}與圓{\displaystyle (ABC)}除{\displaystyle T_{A}}的交點分別為弧{\displaystyle {\overset {\frown }{AB}}}和{\displaystyle {\overset {\frown }{AC}}}的中點。

### 跟偽內切圓與三角形外接圓切點有關的圓
{\displaystyle T_{A}BDI} 和 {\displaystyle T_{A}CEI} 為圓內接四邊形。
{\displaystyle T_{A}I}與圓{\displaystyle (ABC)}除{\displaystyle T_{A}}的交點為弧{\displaystyle {\overset {\frown }{BAC}}}的中點。

## 參看
- 三角學
- 內切圓

## 外部鏈結
- 埃里克·韦斯坦因. . MathWorld.